# Мезенцев, Владимир Андреевич
Влади́мир Андре́евич Мезе́нцев (19 октября 1913, село Пирогово, Каменский уезд, Тобольская губерния — 3 июня 1987, Алма-Ата) — советский журналист, писатель-публицист, популяризатор науки и знаний, пропагандист атеизма. Заслуженный работник культуры РСФСР, кандидат философских наук.
Издатель и редактор популярных брошюр о явлениях природы, прогрессе техники (серия «Природа и человек»). Автор многочисленных научно-популярных книг, особое внимание уделял человеческой психике, не объяснённым наукой феноменам, описанным в «Энциклопедии чудес» (в 3 кн., 1968—1979, многочисленные переиздания). Один из авторов «Настольной книги атеиста». Полагал, что основная задача популяризатора науки — раскрытие многообразия картины мира.[уточнить] Многие из его книг переведены на французский, немецкий, испанский, японский, вьетнамский, венгерский, болгарский языки. В последние годы жизни возглавлял комиссию ветеранов журналистики Московской организации Союза журналистов.

## Биография
Происходил из семьи сельского священника.
В 1935 году окончил Уральский химико-технологический институт. Заведовал химической лабораторией, преподавал в вузах и техникумах, с 1940 года — корреспондент ТАСС в Свердловской области.
Во время войны был начальником химической лаборатории. После демобилизации заведовал редакцией «Гостехиздата», ответственный секретарь журнала «Агитатор».
В 1960—1964 гг. — главный редактор журнала «Знание — сила», в 1964—1967 гг. — главный редактор журнала «Наука и религия». С 1968 г. — редактор «Программы радио и телевидения», редактор по отделу науки и технического прогресса газеты «Социалистическая индустрия» (1970—1974). Автор книги об академике И. П. Бардине (серия «ЖЗЛ», 1970).
Скончался в командировке в Алма-Ате. Похоронен на Преображенском кладбище в Москве.

## Отзывы
Главный редактор журнала «Наука и религия» О. Т. Брушлинская:
Владимир Андреевич Мезенцев продержался недолго — он был главным редактором «Науки и религии» с 1964 по 1968 год, — потому что был очень смелым и даже резким в отношениях с начальством. В какой-то момент он увлёкся, так сказать, сверхъестественными явлениями, например телепатией, печатал в журнале Вольфа Мессинга. Это и многие другие его смелые публикации вызывали недовольство «наверху».

## Труды
- Мезенцев В. А. Ветер. — М.: Госкультпросветиздат, 1947. — 64 с.
- Мезенцев В. А. Электрический глаз / Под ред. чл.-кор. Акад. наук СССР И. В. Обреимова. — М., Л.: Гостехиздат, 1948. — 56 с.
- Мезенцев В. А. Электрический глаз: (Фотоэлементы и их применение) / Под ред. чл.-кор. Акад. наук СССР И. В. Обреимова. — М.: Воениздат, 1948. — 60 с. — (Научно-популярная библиотека солдата и матроса).
- Мезенцев В. А. Лучами света. — М.: Московский рабочий, 1949. — 112 с. — (Природа и человек).
- Мезенцев В. А. Из чего построен мир / Под ред. проф. Б. Б. Кудрявцева. — М.: Госкультпросветиздат, 1950. — 120 с.
- Мезенцев В. А. Рассказ о строении вещества / Под ред. проф. Б. Б. Кудрявцева. — М.: Воениздат, 1950. — 136 с. — (Научно-популярная библиотека солдата).
- Колобков Н. В., Мезенцев В. А. Грозные явления атмосферы. — М.: Гос. изд-во геогр. лит., 1951. — 152 с. — (Явления природы).
- Мезенцев В. А. Загадка вещества. Из чего состоит мир / Обложка Л. Зусмана, рис. Н. Смольянинова. — М.: Детгиз, 1951. — 140 с.
- Китайгородский А. И., Мезенцев В. А. Атом и молекула. — М.: Госкультпросветиздат, 1952. — 79 с.
- Мезенцев В. А. "Загадки" природы / Под ред. проф. К. Баева. — М.: Московский рабочий, 1952. — 104 с. — (Природа и человек).
- Мезенцев В. А. Энергия ветра в сельском хозяйстве. — М.: Знание, 1953. — 31 с. — (Всесоюзное общество по распространению политических и научных знаний. Серия 5; № 11).
- Мезенцев В. А. Воздушные призраки: Для сред. возраста. — М. ; Л.: Детгиз, 1953. — 80 с.
- Мезенцев В. А. Вселенная и атом. — М.: Молодая гвардия, 1954. — 334 с.
- Мезенцев В. А. Вода вокруг нас: Для сред. возраста / Рис. О. Шухвостова. — М.: Детгиз, 1954. — 80 с.
- Мезенцев В. А. Народы требуют запрещения атомного и водородного оружия. — М.: Госполитиздат, 1955. — 48 с.
- Мезенцев В. А. Атом и атомная энергия. — 3-е изд., перераб. — М.: Воениздат, 1957. — 200 с. — (Научно-популярная б-ка).
- Мезенцев В. А., Козлов П. В. Чудесная быль: Новый шаг к удовлетворению потребностей народа. — М.: Госполитиздат, 1958. — 68 с.
- Мезенцев В. А. Можно ли предвидеть будущее?. — 2-е изд., перераб. — М.: Госполитиздат, 1959. — 96 с. — (Популярная б-чка по атеизму).
- Мезенцев В. А. „Необыкновенные“ явления в атмосфере. — М.: Профиздат, 1959. — 93 с.
- Мезенцев В. А. Религиозные суеверия и их вред. — М.: Воениздат, 1959. — 224 с. — (Научно-популярная б-ка).
- Мезенцев В. А. Наука, религия и урожай. — М.: Советская Россия, 1961. — 54 с.
- Мезенцев В. А. Предвидение науки и пророчество религии. — 1961. — 136 с.
- Мезенцев В. А. Мир полимеров. — М.: Знание, 1962. — 56 с. — (Новое в жизни, науке, технике. 4 серия. Техника; 22).
- Мезенцев В. А. Борьба науки за урожай и религия. — М., 1963. — 35 с.
- Мезенцев В. А. Когда помогают невидимки. В мире электроники. — М.: Детская литература, 1963. — 160 с.
- Мезенцев В. А. Борьба науки за урожай и религия / О-во по распространению полит. и науч. знаний РСФСР. Науч.-метод. совет по пропаганде науч. атеизма. — М., 1963. — 36 с.
- Мезенцев В. А. Наш друг — химия. — М.: Знание, 1963. — 71 с. — (Народный университет культуры. Технико-экономический факультет; 12).
- Мезенцев В. А., Пинчук Л. Т. О привидениях, чёрной кошке и чудесах без чудес. — М.: Молодая гвардия, 1963. — 101 с.
- Мезенцев В. А. Химическая индустрия и экономика. — М.: Знание, 1965. — 48 с. — (Новое в жизни, науке, технике. 11 серия. Химия; 1).
- Мезенцев В. А. Есть ли чудеса в природе. — М.: Московский рабочий, 1967. — 239 с.
- Мезенцев В. А. Загадки неба и земли. — М.: Мысль, 1967. — 216 с.
- Мезенцев В. А. Биография примет / Канд. философ. наук заслуж. работник культуры В. А. Мезенцев. — М.: Знание, 1968. — 48 с. — (Новое в жизни, науке, технике. Серия "Естествознание и религия"; 5).
- Мезенцев В. А. Энциклопедия чудес. Книга 1. Обычное в необычном. — М.: Знание, 1968. — 400 с.
- Мезенцев В. А. Когда появляются призраки. — М.: Детская литература, 1971. — 335 с.
- Мезенцев В. А. Энциклопедия чудес. Книга 2. Загадки живой природы. — М.: Знание, 1975. — 288 с.
- Мезенцев В. А. Энциклопедия чудес. Книга 3. Природа и человек. — М.: Знание, 1979. — 208 с.
- Мезенцев В. А. Бардин. — М.: Молодая гвардия, 1970. — 208 с. — ЖЗЛ, вып. 483 экз.
- 100 ответов верующим (Популярный справочник). Под общ. ред. В. А. Мезенцева. М.: Политиздат, 1974. 703 с.
- Мезенцев В. А. Этот загадочный мир. Неживая природа. — М.: Московский рабочий, 1975. — 208 с.
- Мезенцев В. А. Человек ищет чудо: Научно-художественная литература. — М.: Детская литература, 1978. — 351 с.
- Мезенцев В. А. В лабиринтах живой природы. — М.: Московский рабочий, 1979. — 288 с.
- Мезенцев В. А. Рядом с загадкой. Наука опровергает чудеса в природе. — М.: Молодая гвардия, 1980. — 176 с.
- Мезенцев В. А. Земля неразгаданная. Рассказы о том, как открывали и продолжают открывать нашу планету. — М.: Мысль, 1983. — 256 с.
- Мезенцев В. А. Знание побеждает : Беседы об атеист. воспитании. — М.: Молодая гвардия, 1983. — 128 с.
- Мезенцев В. А. И вечный поиск… (Книга о вечной жажде открытий, о поисках и находках, о путешествиях в прошедшее и будущее) / Рисунки В. Тараканова. — М.: Детская литература, 1984. — 288 с.
- Мезенцев В. А. Каменная сказка. — М.: Молодая гвардия, 1986. — 207 с.
- Мезенцев В. А. В тупиках мистики. — М.: Московский рабочий, 1987. — 176 с.
- Мезенцев В. А. О суевериях — всерьёз. — М.: Советская Россия, 1989. — 240 с.
- Мезенцев В. А. Удивительный мир природы: Занимательная география СССР. — М., Хельсинки: Прогресс, СН-Кирьят, 1989. — 220 с. — ISBN 5-01-001847-0.